# Lill-Middagstjärnen
Lill-Middagstjärnen är en sjö i Bräcke kommun i Jämtland och ingår i Ljungans huvudavrinningsområde.